# Качели (картина Фрагонара)
«Качели», полное название «Счастливые возможности качелей» (фр. Les Hasards heureux de l'escarpolette) — картина французского живописца Жана Оноре Фрагонара, написанная около 1767 года. Наиболее известная работа художника, считающаяся одним из шедевров «галантного жанра» эпохи искусства стиля рококо.

## Сюжет и композиция
На картине изображён молодой человек, наблюдающий из-за кустов за юной барышней на качелях, которую раскачивает пожилой мужчина, не замечающий прячущегося поклонника. В запечатлённый на картине момент девица, находясь в верхней точке траектории качелей, позволяет удачливому кавалеру заглянуть в тайны своего платья, хотя подобная щедрость оборачивается потерей туфельки, улетающей в статую Гарпократа — древнегреческого бога молчания и секретов. Купидон, держащий указательный палец во рту, указывает на сдержанный характер отношений. Шапо бержер («шляпа пастушки») на голове девушки усиливает иронично-фривольный смысл картины, поскольку в те времена такие шляпы ассоциировались со степенным благородством обитателей сельских поместий, приобщённых к природе и неиспорченных городскими соблазнами.
Реставрация 2021 года выявила новые элементы: собаку в правом нижнем углу картины, детали одежды молодой женщины и тот факт, что пожилой мужчина одет не в чёрное, а в синее. Эта последняя деталь означает, что старик не религиозный человек, а мирянин, и что картина представляет собой ситуацию «ménage à trois» (возможно, с участием отца и его сына). Другая интерпретация картины заключается в том, что старик развлекается, качая свою молодую жену, не осознавая, что он играет на руку двум молодым влюбленным.
Помимо близких вариаций на эту тему художник написал более ранний вариант картины «Качели» (хранится в собрании Тиссен-Борнемисы в Лугано). По определению С. М. Даниэля «весёлый и резвый дух, дух игры, вселившийся в искусство Фрагонара» никогда «не покидал стен его мастерской».

## История создания картины
Согласно воспоминаниям драматурга Шарля Колле, неназванный им придворный короля Людовика XV заказал эту картину Габриэлю-Франсуа Дуайену в качестве сюжетного портрета своей любовницы и себя, причём согласно замыслу качели должен был раскачивать епископ: «Я хотел бы, чтобы вы написали мадам (указывая на свою госпожу) на качелях, которые мог бы привести в движение епископ. Вы поместите меня так, чтобы я мог видеть ноги этого прекрасного ребёнка, а если захотите, то даже лучше, чтобы сделать вашу картину ещё ярче». Не рискнувший взяться за столь фривольную интерпретацию сюжета Дуайен передал заказ Фрагонару, который и написал картину, заменив, однако, епископа на мирянина.
Таинственным спонсором традиционно считается с XIX века Мари-Франсуа-Давид Больё де Сен-Жюльен (1713—1788), барон Аржантальский и генеральный получатель податей духовенства. Сомнение могло возникнуть из-за существования в то же время другого барона Сен-Жюльена, Гийома Байе де Сен-Жюльена (1726—1796), который был коллекционером и художественным критиком. Согласно ещё одной версии, заказчиком мог быть его сын Жан-Виктор-Франсуа-Огюст де Сен-Жюльен (1749—1781), возраст которого в 1767 году лучше соответствует возрасту персонажа на картине.

## Провенанс
Личность первого владельца картины остаётся невыясненной, хотя высказывалось предположение, что это мог быть Мари-Франсуа-Давид Бойю де Сен-Жюльен, более известный как барон де Сен-Жюльен (1713—1788). Первым достоверным владельцем являлся сборщик налогов М.-Ф. Менаж де Прессиньи, после смерти которого в 1794 году картина перешла в собственность революционного правительства Франции. Впоследствии картина, возможно, принадлежала маркизу де Разен де Сен-Мар, а следующим бесспорным владельцем стал Шарль де Морни. После смерти де Морни в 1865 году картина была куплена на аукционе в Париже Ричардом Сеймур-Конуэем, четвёртым маркизом Хартфордом, одним из основателей Собрания Уоллеса в Лондоне, где это произведение хранится по настоящее время. В 2021 году была завершена реставрация картины.

## Известные копии
Известны две копии картины, ни одна из которых не выполнена самим Фрагонаром. Один экземпляр, когда-то принадлежавший Эдмонду де Ротшильду, изображает женщину в синем платье. Другая уменьшенная версия (56×46 см), принадлежавшая герцогу Арману Жюлю Полиньяку, стала собственностью семьи Гримальди в 1930 году, когда Пьер де Полиньяк (1895—1964) женился на принцессе Шарлотте, герцогине Валентинуа (1898—1977). В 1966 году коллекция Гримальди передала картину городу Версалю, где в настоящее время она экспонируется в музее Ламбине.